# Rhododendron williamsianum
Rhododendron williamsianum là một loài thực vật có hoa trong họ Thạch nam. Loài này được Rehder & E.H. Wilson miêu tả khoa học đầu tiên năm 1913.

## Hình ảnh

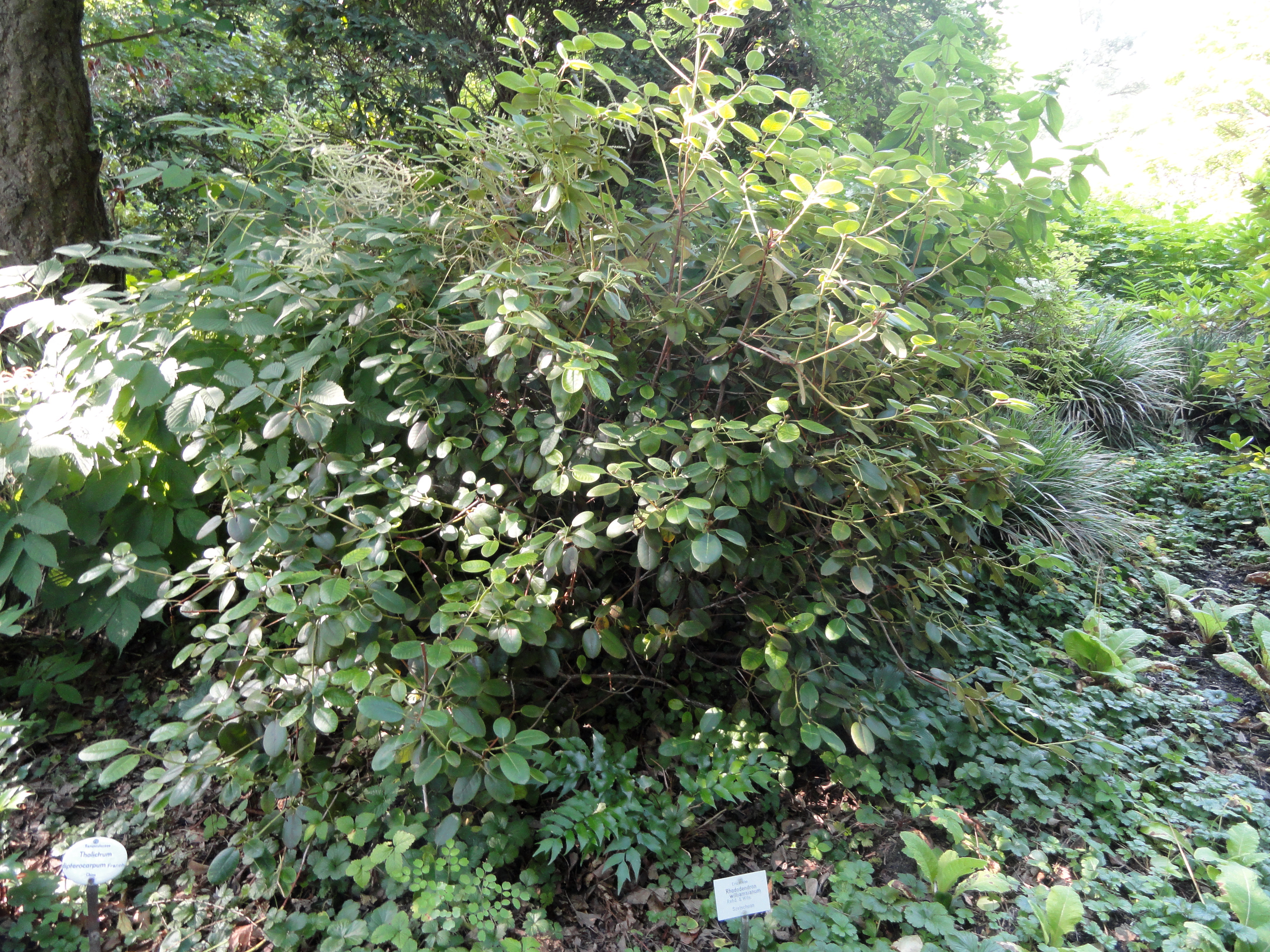
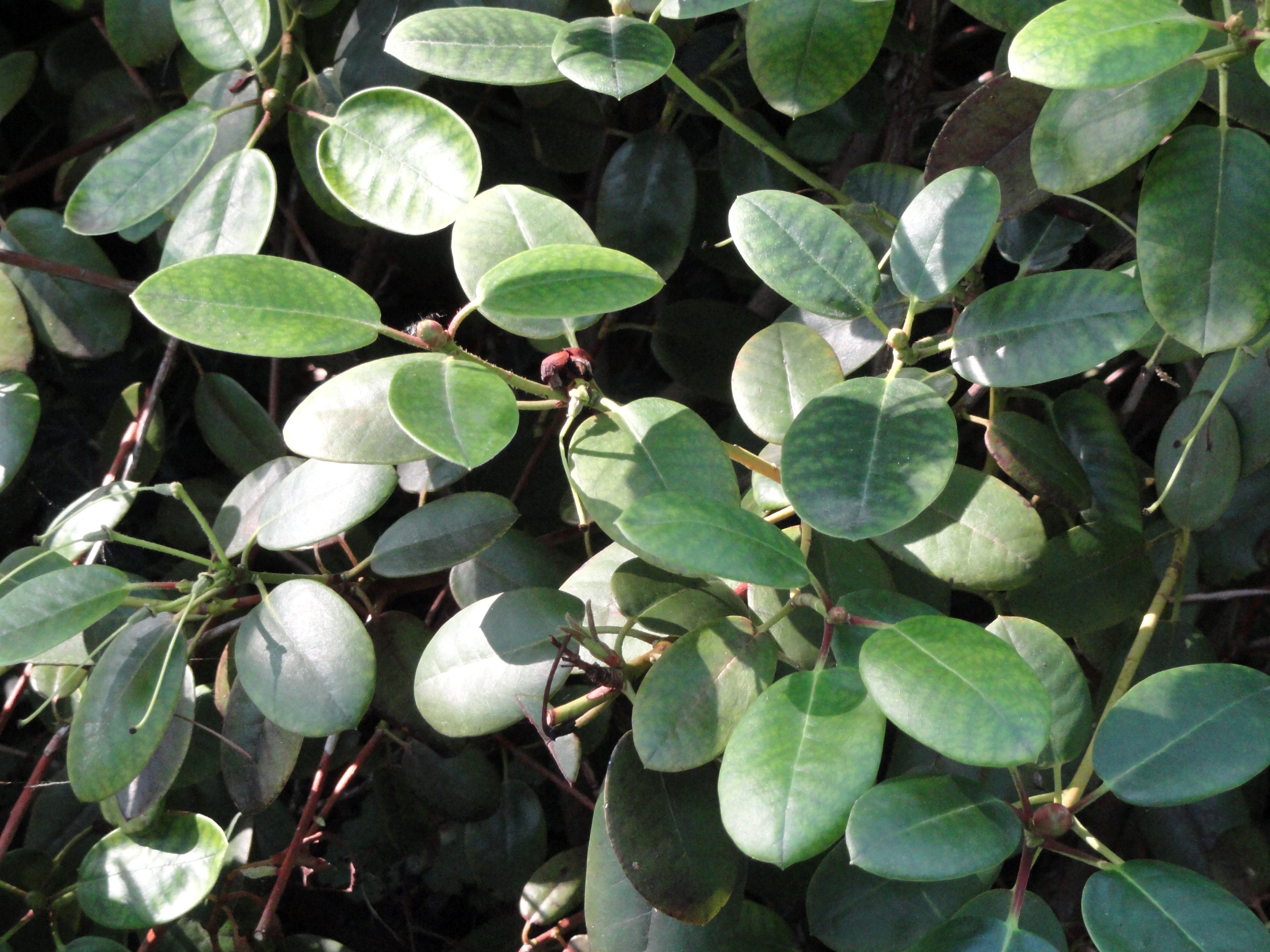